# جون مكارثي (حكم)
جون مايكل مكارثي (بالإنجليزية: John Michael McCarthy؛ مواليد 12 أكتوبر 1962) هو حكم فنون قتالية مختلطة أمريكي مُعتزل اشتهر بإدارة العديد من النزالات روجت لها يو إف سي، منذ حدث يو إف سي 2.

## وصلات خارجية
- جون مكارثي على موقع بوكس ريك (الإنجليزية) (registration required)
- جون مكارثي على موقع IMDb (الإنجليزية)
- جون مكارثي على موقع إن إن دي بي (الإنجليزية)
- جون مكارثي على موقع قاعدة بيانات الفيلم (الإنجليزية)